# Haley Paige
Haley Paige (nacida Maryam Irene Haley; 30 de diciembre de 1981 – 21 de agosto de 2007) fue una actriz y directora pornográfica mexicana.

## Biografía
Nació en Chihuahua como Maryam Irene Haley y a los doce años se mudó a San Diego (California). En una declaración acerca de su primer matrimonio declaró que «yo sufrí de abuso sexual por parte de un tío, de lo cual mis padres tenían conocimiento, pero nunca hicieron nada al respecto. En la escuela, fui violada constantemente por miembros de una banda». No está claro si estos eventos ocurrieron en México o en Estados Unidos.

### Carrera en el porno y matrimonio (2000-2007)
Era el año 2000 y tenía 18 años cuando rodó su primera escena en una película porno. Por aquella época trabajaba en Blockbuster y, como necesitaba dinero, decidió llamar al número que indicaba un anuncio en el periódico. Un anunció que solicitaba modelos nudistas. Cinco años después ganó el premio Unsung siren y en mayo de 2006 debutó como directora de cine porno con Virgin territory (producida por Smash Pictures). Hasta el 14 de enero de 2007 la Internet Movie Datebase le dio crédito por participaciones en 284 DVD y la Adult Web Movie Datebase la enlista en cerca de cuarenta páginas web distintas.
El 15 de octubre de 2005 se casó con un director de cine porno llamado Martin Del Toro. Cuando se divorciaron poco tiempo después, Paige confesó que él se había casado con ella para obtener la residencia legal (conocida como green card) en Estados Unidos.
 También confesó su aspiración por ser terapeuta sexual una vez finalizara su carrera en el cine porno.

### Segundo matrimonio y muerte (2007)
Durante dos meses a finales de 2007 desapareció junto a su novio Inkyo Volt Hwang, un director de cine porno más conocido como Chico «Wanker» Wang. Ese mismo año, el 29 de junio, el hombre fue arrestado denunciado de maltrato y secuestro de Haley Page. Fue puesto en libertad pocos días después y ambos se casaron el 2 de agosto de 2007.

Tiempo después se confirmó que, durante un viaje con su marido, Page había muerto en King City (California). El informe forense indicó que la muerte fue el 21 de agosto de 2007. La familia indicó, tiempo después, que había sido enterrada en una ceremonia íntima que combinó creencias bahá'í y católicas.
 La AVN indicó que existía «un rumor circulando de que Haley murió de una sobredosis de heroína». Sin embargo, un portavoz de la Oficina del Forense del Condado de Monterey dijo que la actriz porno no tenía ninguna marca que indicara esta causa de muerte, aunque no se podía descartar la posibilidad de sobredosis por fumar heroína. Sin embargo, el sargento Steve Miller del Departamento de Policía de King City, informó que Hwang había estado implicado en su muerte. El cadáver de Hwang fue encontrado después en una habitación del Economy Inn en Morgan Hill (California) el 29 de septiembre del 2007. Su muerte «no estaba siendo considerada sospechosa» según los investigadores policiacos de Morgan Hill. Los investigadores dijeron también que seguramente él se dirigía al norte debido a la investigación en King City.

## Filmografía (parcial)
- Acting Out (2004)
- Beach Patrol (2004)
- Da Vinci Load (2006)
- Greased Lightning (2003)
- North Pole 55 (2005)
- School Of Cock (2003)